# Jay Cocks
John C. "Jay" Cocks Jr. (Nueva York, 1 de diciembre de 1944) es un guionista y crítico cinematográfico estadounidense. 

## Biografía
Cocks se graduó en el Kenyon College. Trabajó como crítico para Time, Newsweek y Rolling Stone, entre otras, antes de establecerse como guionista. estuvo casada con la actriz Verna Bloom desde 1972 hasta la muerte de la actriz en 2019. Junto tuvieron a su hijo, Sam, nacido en 1981.
Como guionista, destaca sobre todo por sus colaboraciones con el director Martin Scorsese, particularmente en La edad de la inocencia (The Age of Innocence) y Gangs of New York — un guion que ideó en 1976 — así como también el de la película de Kathryn Bigelow Días extraños (Strange Days). También hizo un reescrito del guion de James Cameron para la película Titanic (aunque no etuvo acreditado en la película) y fue, junto a Scorsese, el coguionista de Silencio (Silence). Cocks y Scorsese tuvieron contactos con Philip K. Dick en 1969 para llevar a la pantalla su novela de 1968 ¿Sueñan los androides con ovejas eléctricas? pero nunca tuvieron opciones, llevándola a cabo finalmente el escritor Hampton Fancher y el director Ridley Scott.

## Filmografía
| Año  | Título en español                | Título original                  | Director        |
| ---- | -------------------------------- | -------------------------------- | --------------- |
| 1990 | Made in Milan (corto documental) | Made in Milan (corto documental) | Martin Scorsese |
| 1993 | La edad de la inocencia          | The Age of Innocence             | Martin Scorsese |
| 1995 | Días extraños                    | Strange Days                     | Kathryn Bigelow |
| 2002 | Gangs of New York                | Gangs of New York                | Martin Scorsese |
| 2004 | De-Lovely                        | De-Lovely                        | Irwin Winkler   |
| 2016 | Silencio                         | Silence                          | Martin Scorsese |

## Premios y distinciones
Premios Óscar
| Año  | Categoría            | Película                | Resultado |
| ---- | -------------------- | ----------------------- | --------- |
| 1994 | Mejor guion adaptado | La edad de la inocencia | Nominado  |
| 2003 | Mejor guion original | Gangs of New York       | Nominado  |